# Дрегер, Дарья Ильинична
Дарья Ильинична Дрегер (род. 13 ноября 1994 года) - российская пловчиха в ластах.

## Карьера
Призёр и победитель первенств Уральского Федерального Округа, победитель первенств России, победитель этапов кубков мира.
Двуккратный призёр чемпионата Европы 2012 года.
В настоящее время - курсант ВИФК (Санкт-Петербург).
Также занимается спортивной дисциплиной лайфсэйфинг - плавание и спасение жизни. На чемпионате мира 2014 года стала серебряным призёром в дисциплине «Спасение жизни с препятствиями» (эстафета).